# Stalden
Stalden je obec v německy mluvící části švýcarského kantonu Valais, v okrese Visp. Žije zde přibližně 1 100 obyvatel.

## Geografie
Ve Staldenu se setkávají údolí Saastal a Mattertal. Četné mosty z různých období svědčí o tom, že v této oblasti byl již v minulosti čilý dopravní ruch, a jsou dokladem toho, že Stalden byl již od počátku důležitým uzlem pro přepravu zboží. Nejstarším mostem je Chibrücke, který v roce 1544 postavil stavitelský mistr Ulrich Ruffiner. V současnosti údolní silnice ve směru na Saas-Fee a Zermatt překračuje Vispu po mostě svatého Michala a mostě Illasbrücke.
Obec leží na úpatí Mischabelhörner a hory Dom.

## Historie

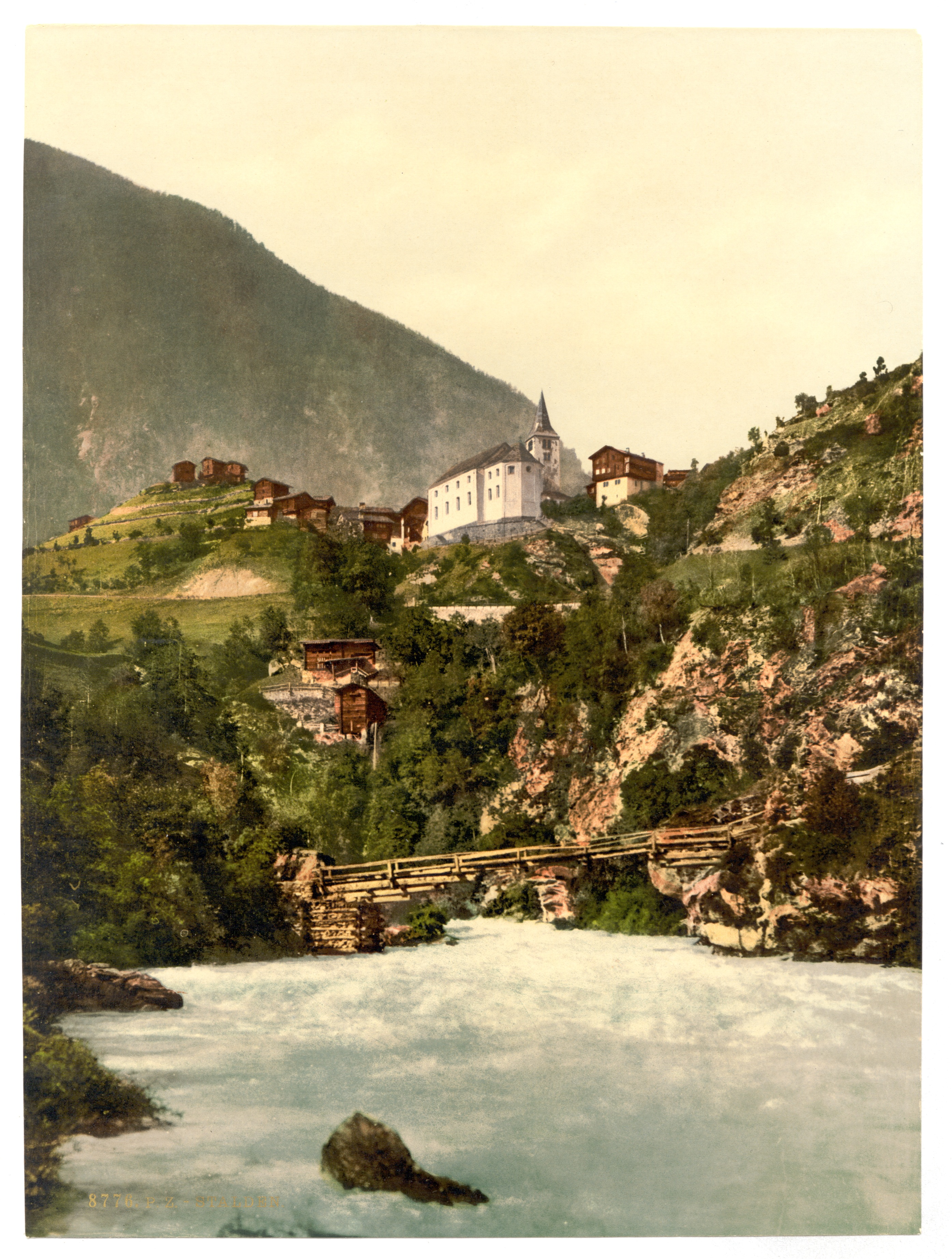
Stalden koncem 19. století

Osm náramků z doby laténské a původní název Morgi (první zmínka 1213) ukazují na osídlení Seduny v 1. století př. n. l., ostatní alemanské místopisné názvy ukazují na germanizaci v 8./9. století. V roce 1224 je obec uváděna jako Staldun.
Ve 13. století byl Stalden sídlem různých panských rodů, které kromě vlastního majetku spravovaly léna šlechtických a duchovních feudálů. Dokladem toho je kamenná obytná věž pánů z Embdy. Poté, co byly v letech 1518, 1531 a 1589 doloženy jednotlivé vodní a horské řády, se v roce 1688 tři obce dohodly na společném rolnickém cechu. Před rokem 1798 tvořil Stalden spolu se Staldenriedem, Embdem, Törbelem a Grächenem čtvrtinu okrsku Visp, zajišťoval střídavě okrskové úředníky a mimo jiné i tři walserské hejtmany. První zmínka o kapli v Merjenu pochází z roku 1215.
V roce 1535 obec vytvořila vlastní farnost, od níž se v roce 1686 oddělil Törbel, v roce 1750 Grächen, v roce 1771 Embd, v roce 1869 Staldenried a v roce 1892 Eisten. Farní kostel svatého Michala byl v roce 1777 z velké části přestavěn v pozdně barokním stylu. V roce 1894 získala obec, která se zaměřovala na zemědělství a chov dobytka, salaš Pontimia v údolí Zwischbergental. V roce 1890 byla ve Staldenu otevřena železniční stanice na železniční trati Visp–Zermatt a v roce 1951 údolní stanice pro lanovou dráhu do Staldenriedu a Gsponu.

## Obyvatelstvo
| Vývoj počtu obyvatel | Vývoj počtu obyvatel | Vývoj počtu obyvatel | Vývoj počtu obyvatel | Vývoj počtu obyvatel | Vývoj počtu obyvatel | Vývoj počtu obyvatel | Vývoj počtu obyvatel | Vývoj počtu obyvatel | Vývoj počtu obyvatel | Vývoj počtu obyvatel | Vývoj počtu obyvatel |
| -------------------- | -------------------- | -------------------- | -------------------- | -------------------- | -------------------- | -------------------- | -------------------- | -------------------- | -------------------- | -------------------- | -------------------- |
| Rok                  | 1802                 | 1850                 | 1900                 | 1950                 | 2000                 | 2010                 | 2012                 | 2014                 | 2016                 | 2018                 |                      |
| Počet obyvatel       | 232                  | 291                  | 443                  | 870                  | 1149                 | 1114                 | 1121                 | 1093                 | 1119                 | 1086                 |                      |

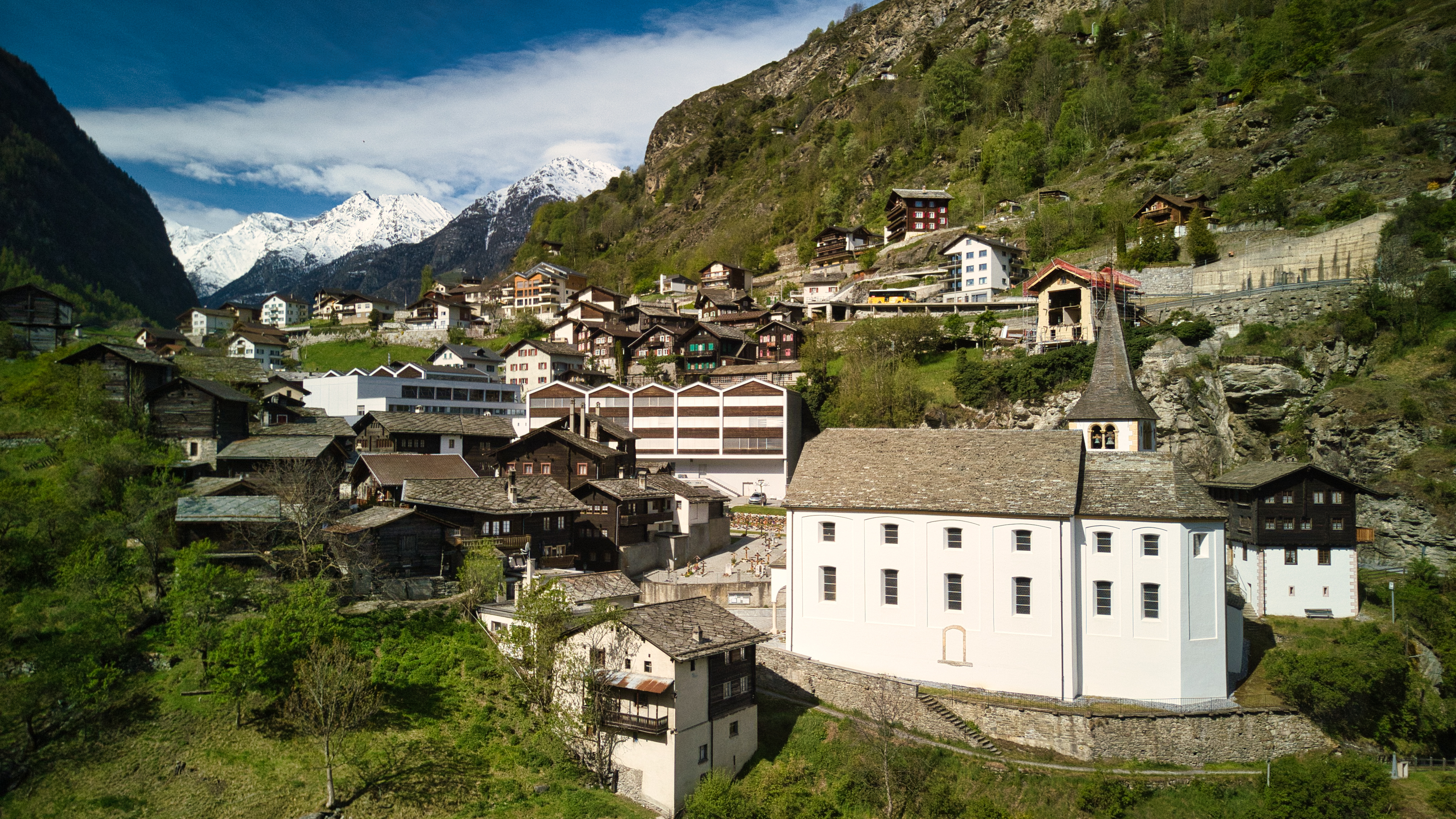
Kostel ve Staldenu

V roce 2000 hovořilo 97,3 % obyvatel obce německy. K římskokatolické církvi se hlásí 93,6 % obyvatel.

## Hospodářství

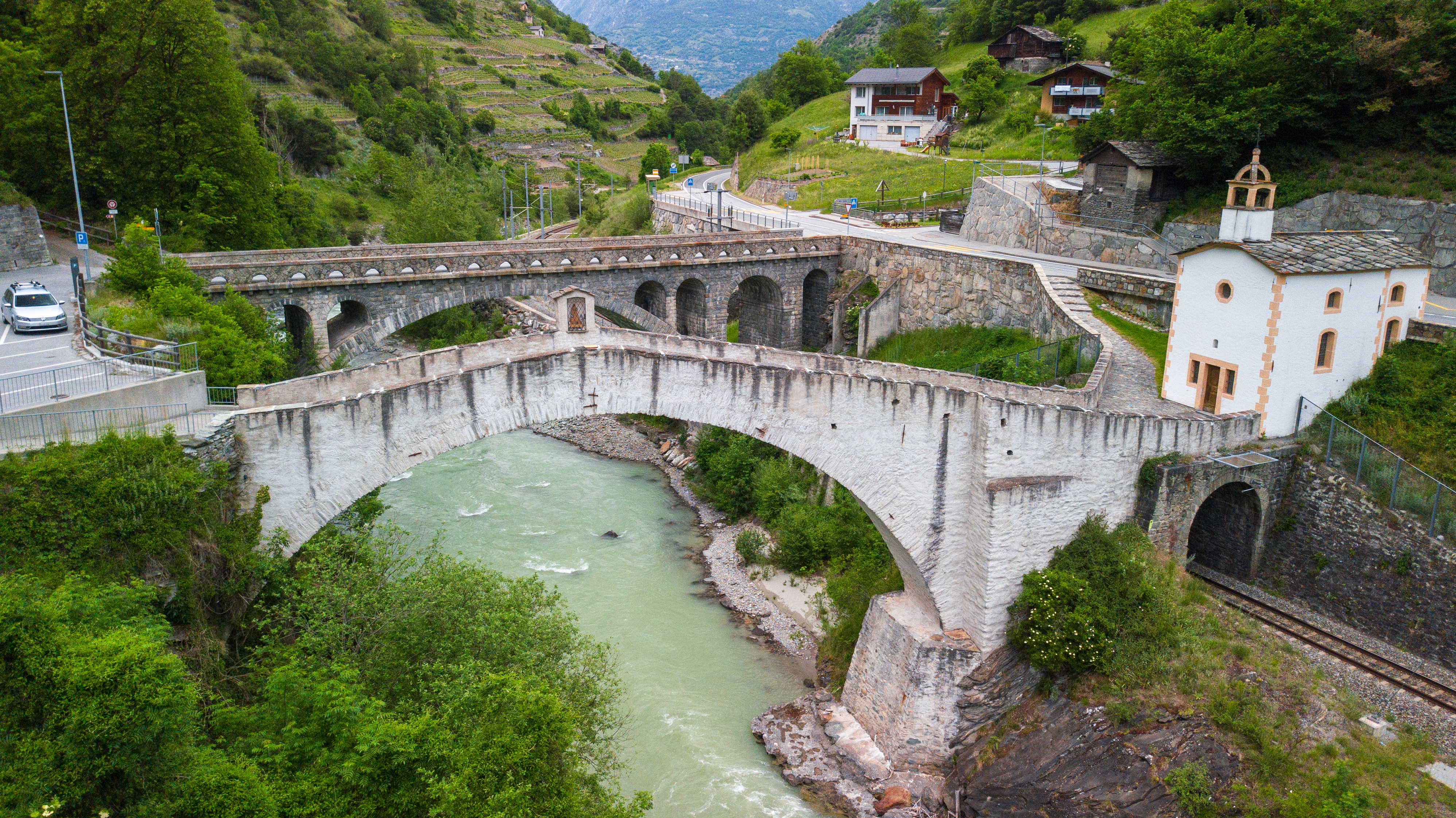
Historické mosty v obci

Ve Staldenu se nachází několik průmyslových podniků. Patří k nim pila, dvě truhlářské dílny, továrna na zpracování oceli a dvě vodní elektrárny. Služby se omezují především na restaurace a hotely a drobné živnosti. Řada obyvatel pracuje také v turistickém ruchu mimo obec, zejména v Saas-Fee a Zermattu.

## Doprava
Stalden je střediskem a regionálním centrem. Nádraží spravuje společnost Matterhorn Gotthard Bahn, která provozuje trať z Vispu do Zermattu. Postauto zajišťuje autobusové linky Stalden – Törbel – Z'Nivu (s prodloužením v létě až do Moosalpu) a Brig – Visp – Saas-Fee. Do Staldenriedu a dále do vesnice Gspon vede dvouúseková lanová dráha. Stalden leží na hlavní silnici 212 Visp – Saas-Fee, krátce za mostem Illas začíná hlavní silnice 213 Stalden–Täsch. Obě silnice jsou udržovány kantonem. Pro obchvat obce by měl být do roku 2024 postaven 270 metrů dlouhý most Chinegga.

## Pamětihodnosti
Obec je součástí seznamu švýcarského dědictví.

## Fotogalerie

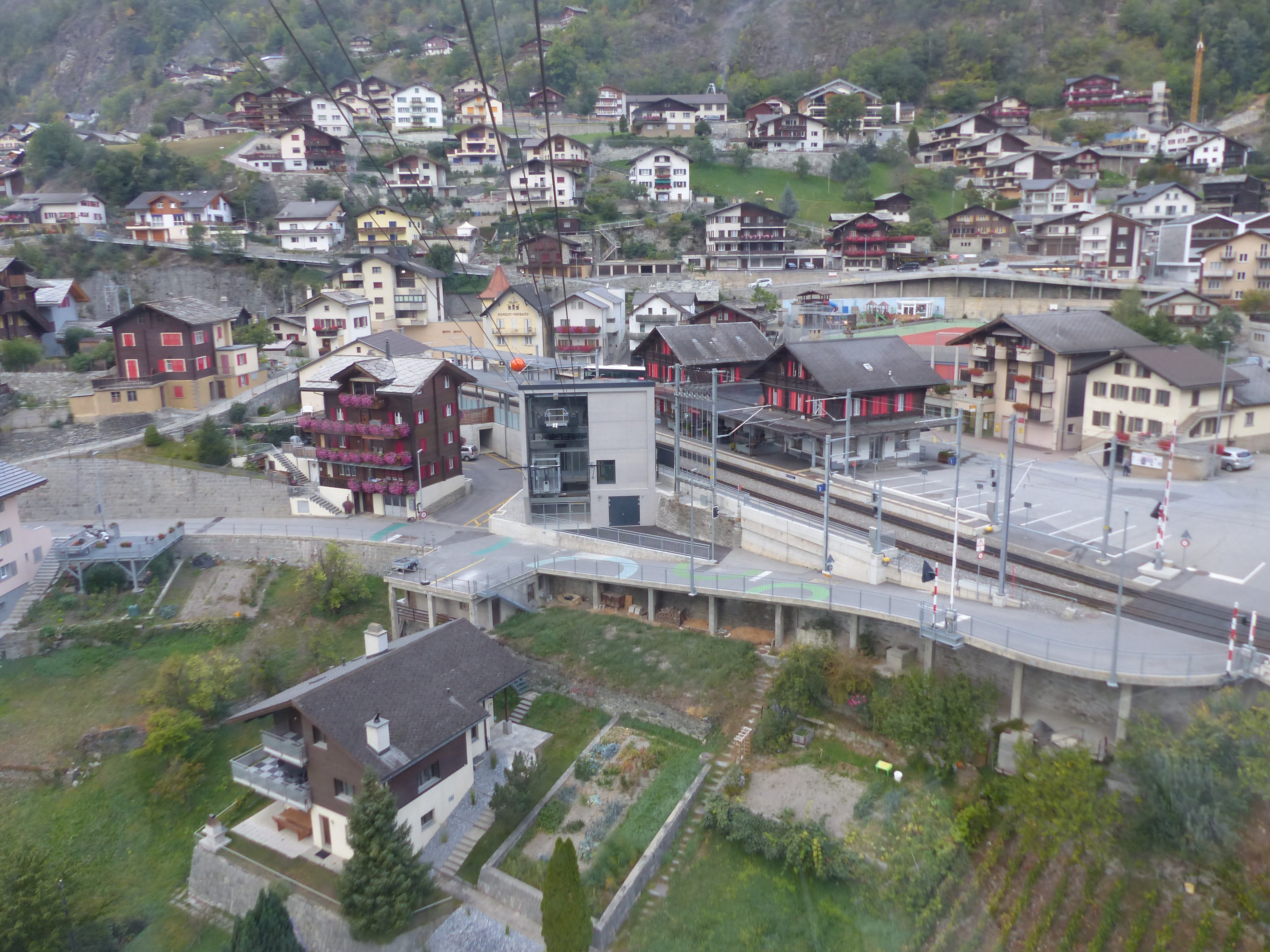
Dolní stanice lanovky na Gspon
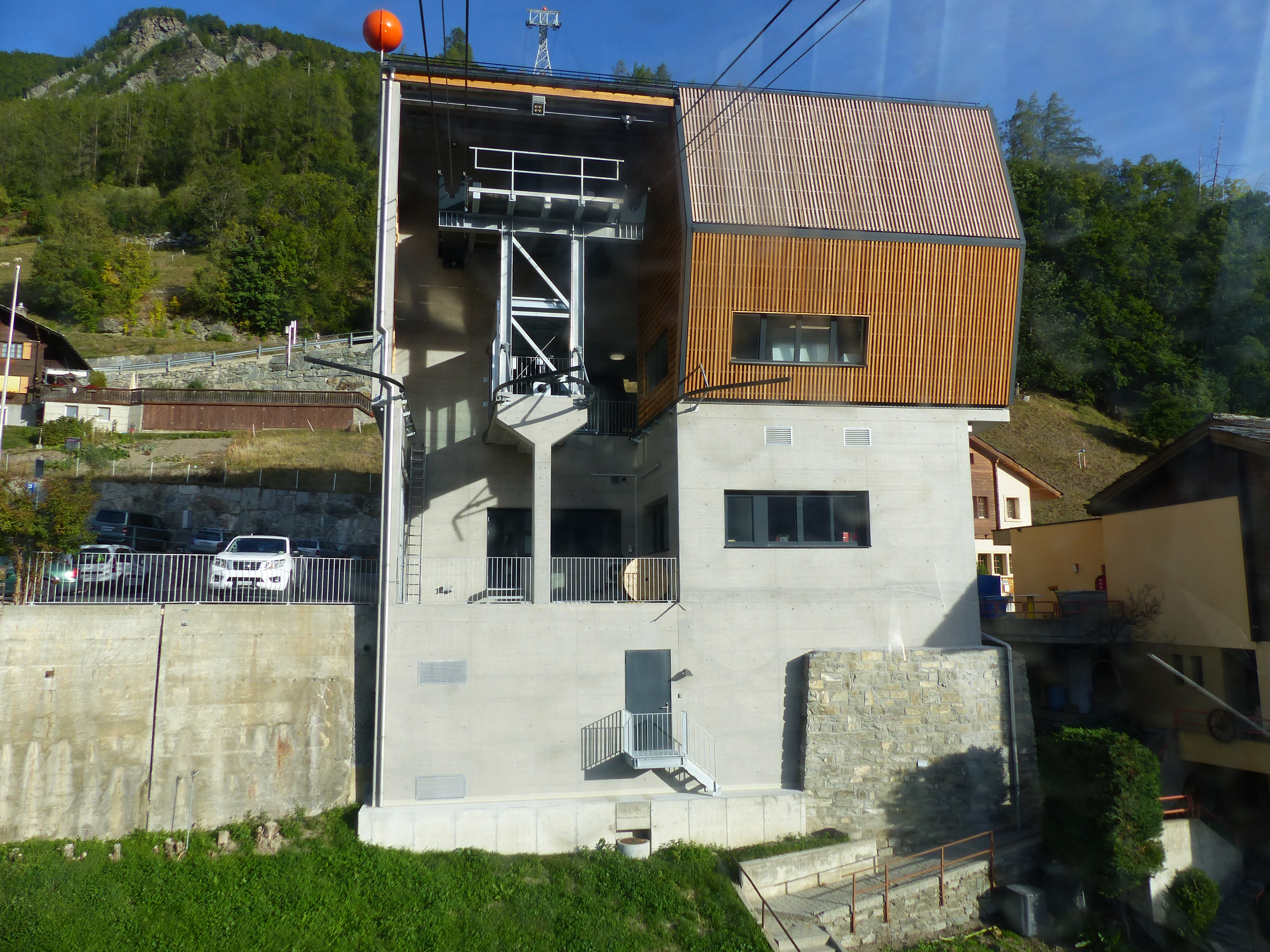
Mezistanice lanovky Staldenried
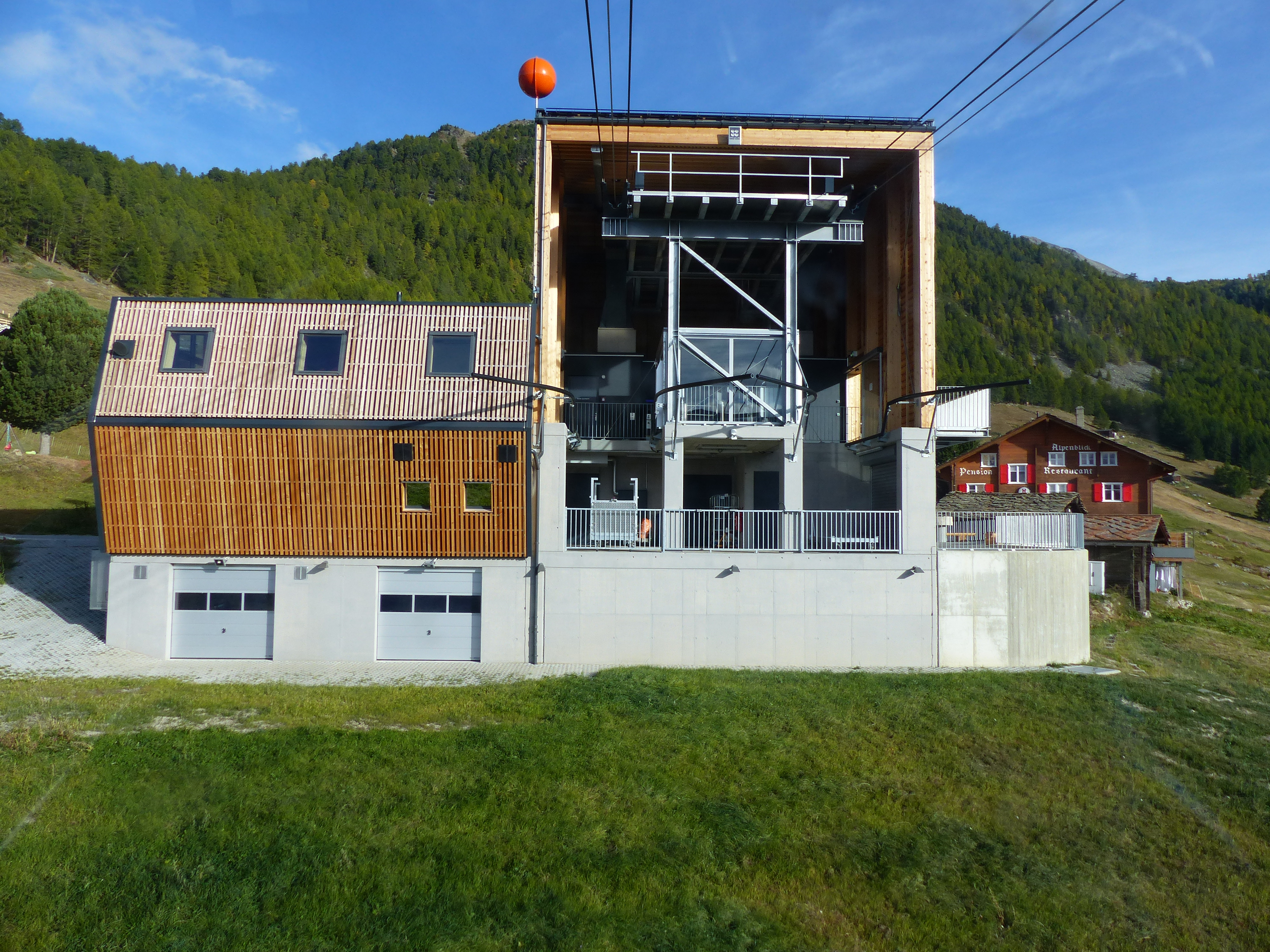
Horní stanice lanovky Gspon
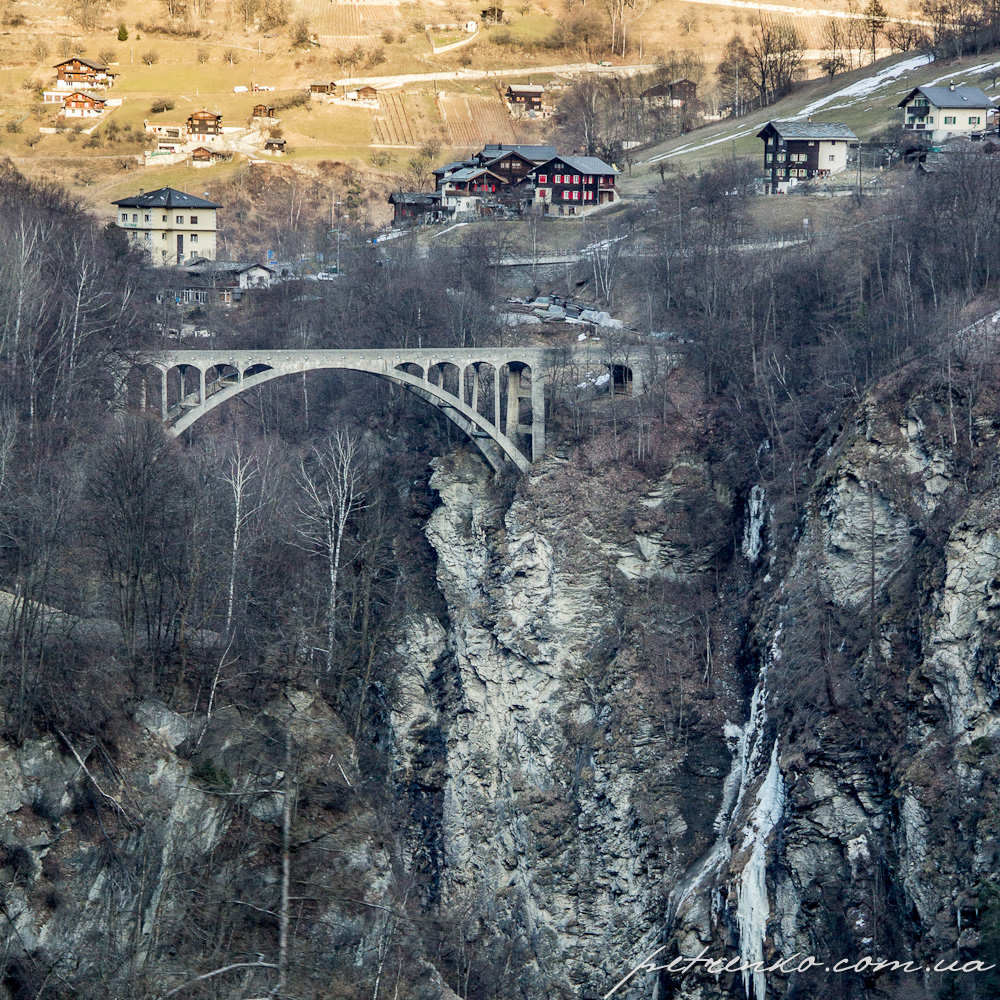
Most Merjubrigde
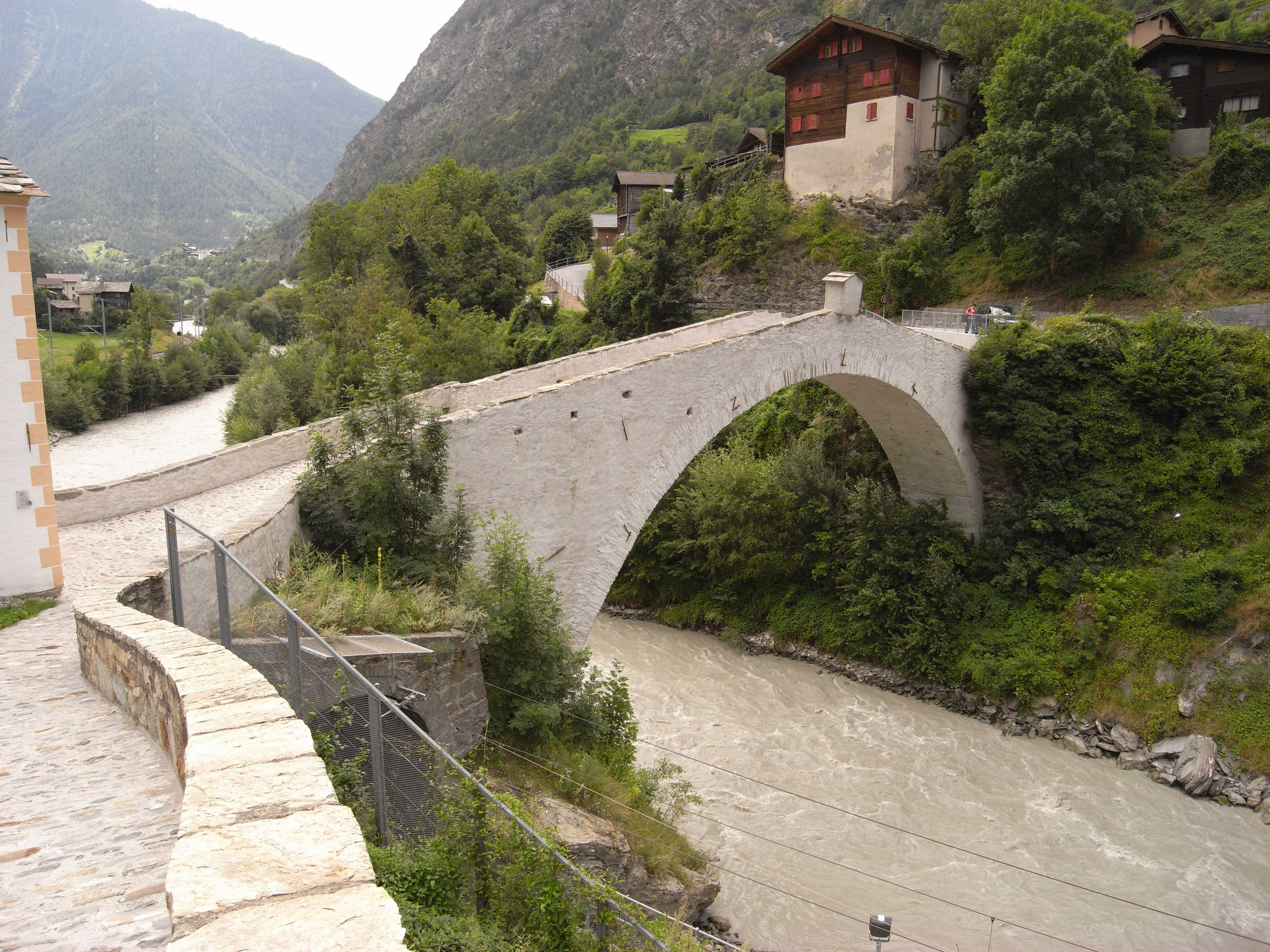
Most Ritibrücke
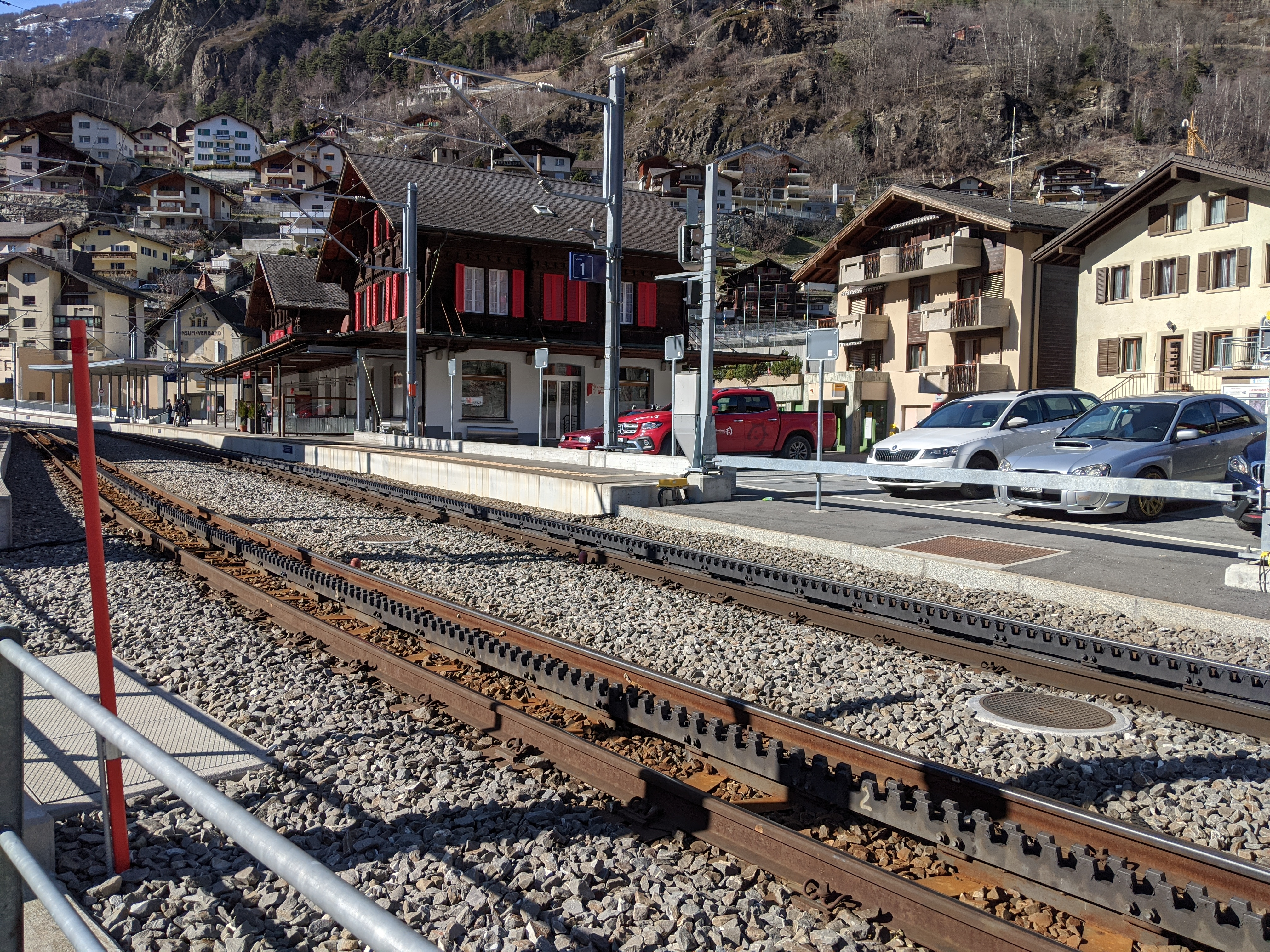
železniční stanice
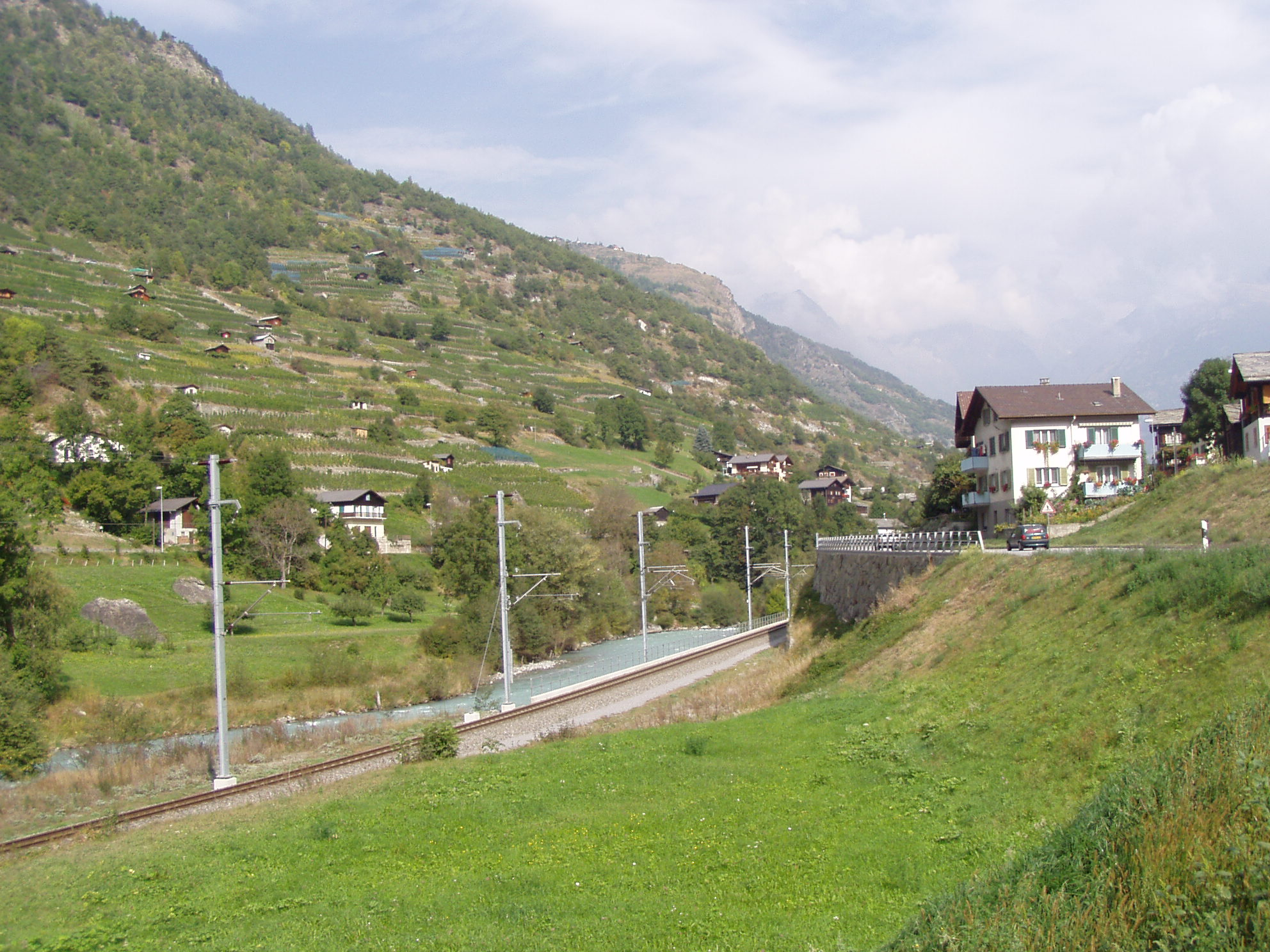
Stalden
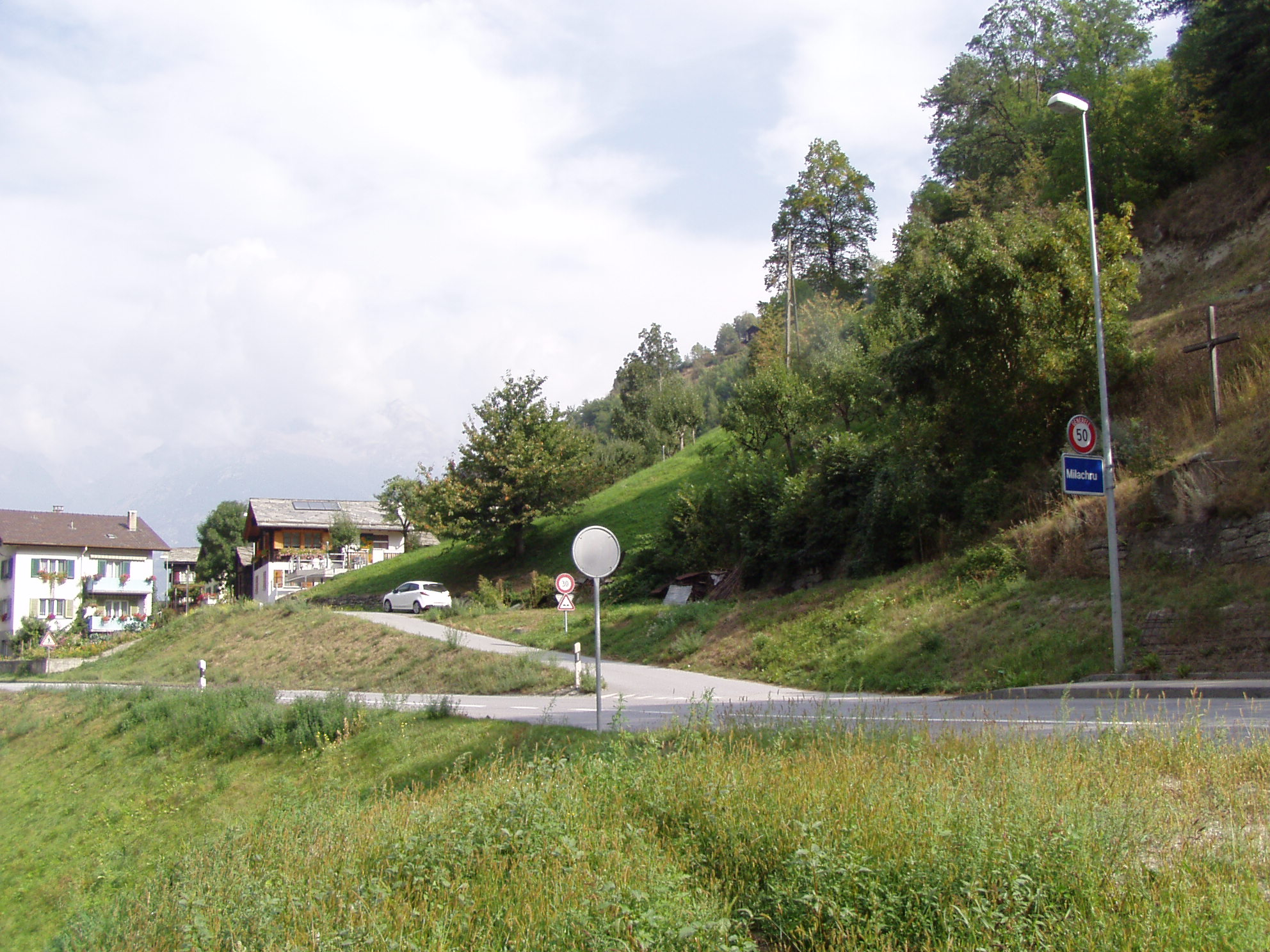
Odbočka na Milachru